# Ida Kar
Ida Kar, född 8 april 1908 i Tambov, Ryssland, död 24 december 1974 i Bayswater, London, var verksam som fotograf huvudsakligen i London efter 1945 och tog många svartvita porträttbilder av konstnärer och författare. Hennes separatutställning av fotografier på Whitechapel Gallery 1960 var den första i sitt slag som hållits i ett stort offentlig galleri i London.

## Biografi
Kar hade armeniska föräldrar och hennes far undervisade matematik och fysik. Familjen flyttade till Iran när hon var åtta år gammal, och vidare till Alexandria i Egypten när hon var tretton. Hon studerade där vid Lycée Français. När hon var tjugo år flyttade hon till Paris för att studera kemi och medicin, men övergick snart till sång istället. Hon umgicks med avantgardistiska konstnärer och författare, som Piet Mondrian och Yves Tanguy i Paris, och blev intresserad av socialistisk politik, fotografi och surrealismen. Hennes första arbete som fotograf var studiobilder av den surrealistiske fotografen och målare Heinrich Heidersberger.
År 1933 återvände Kar till Alexandria. I slutet av 1930-talet gifte hon sig med Edmond Belali och tillsammans öppnade de en fotoateljé i Kairo. Där kom hon i kontakt med egyptiska surrealister som Ikbal El Alailly och Georges Henein, och med medlemmar inom konst- och frihetrörelsen. Under andra världskriget deltog de båda i två surrealistiska utställningar i Kairo, den andra av dem 1944. Samma år skiljde hon sig från Belali och gifte sig med den brittiske poeten och konsthandlaren Victor Musgrave, som vid den tiden tjänstgjorde i RAF. År 1945 flyttade de sedan till London.
I London kom Kar i kontakt med konstnärer som Paul Nash och E. L. T. Mesens, som hade varit verksamma inom surrealismen, och började också träffa de konstnärer och författare som skulle komma att bli hennes motiv. Hon specialiserade sig på porträtt och 1954 hade hon utställningen "Fyrtio konstnärer från Paris och London", dock utan större framgång, på Gallery One, galleriet som hennes man hade öppnat vid en Litchfield Street i Soho föregående år.
År 1959 reste Kar till Sovjetunionen, där hon fotograferade Sjostakovitj och andra, till Frankrike, där hon fotograferade, bland andra, Braque och Ionesco, och Östtyskland, där en utställning av hennes armeniska fotografier hölls. Samma år fick hon i uppdrag av Tatler att fotografera Londons konsthandlare. Genom sina arbeten gav Kar ett betydande bidrag till erkännandet av fotografi som en form av konst.

## Eftermäle
National Portrait Gallery i London förvärvade 1999 Kars fotografiarkiv och 2011 gav museet en stor utställning av hennes arbete, Ida Kar: Bohemian Photogafer 1908-1974.